# Luka Janežič
Luka Janežič (14 novembre 1995) è un velocista sloveno.

## Palmarès
| Anno | Manifestazione    | Sede           | Evento      | Risultato  | Prestazione | Note                                     |
| ---- | ----------------- | -------------- | ----------- | ---------- | ----------- | ---------------------------------------- |
| 2011 | Mondiali allievi  | Lilla          | 200 m piani | Batteria   | 22"49       |                                          |
| 2013 | Europei juniores  | Tallinn        | 200 m piani | Semifinale | 21"27       |                                          |
| 2013 | Europei juniores  | Tallinn        | 400 m piani | Semifinale | 47"31       |                                          |
| 2014 | Mondiali juniores | Eugene         | 200 m piani | Semifinale | 21"41       |                                          |
| 2014 | Mondiali juniores | Eugene         | 400 m piani | Semifinale | 47"06       | Miglior prestazione personale            |
| 2015 | Europei indoor    | Praga          | 400 m piani | Semifinale | dns         |                                          |
| 2015 | Europei under 23  | Tallinn        | 400 m piani | Bronzo     | 45"73       |                                          |
| 2015 | Mondiali          | Pechino        | 400 m piani | Batteria   | 45"28       | Record nazionale                         |
| 2016 | Mondiali indoor   | Portland       | 400 m piani | Semifinale | dq          |                                          |
| 2016 | Europei           | Amsterdam      | 400 m piani | 5º         | 45"65       |                                          |
| 2016 | Olimpiadi         | Rio de Janeiro | 400 m piani | Semifinale | 45"07       | Record nazionale                         |
| 2017 | Europei indoor    | Belgrado       | 400 m piani | Batteria   | dq          |                                          |
| 2017 | Europei under 23  | Bydgoszcz      | 400 m piani | Oro        | 45"33       |                                          |
| 2017 | Mondiali          | Londra         | 400 m piani | Batteria   | 46"06       |                                          |
| 2018 | Mondiali indoor   | Birmingham     | 400 m piani | Semifinale | 46"37       |                                          |
| 2018 | Europei           | Berlino        | 400 m piani | 5º         | 45"43       |                                          |
| 2019 | Europei indoor    | Glasgow        | 400 m piani | 4º         | 46"15       |                                          |
| 2019 | Mondiali          | Doha           | 400 m piani | Batteria   | 46"84       |                                          |
| 2021 | Europei indoor    | Toruń          | 400 m piani | 6º         | 47"22       |                                          |
| 2021 | Giochi olimpici   | Tokyo          | 400 m piani | Semifinale | 45"36       | Miglior prestazione personale stagionale |